# USS Pomfret (SS-391)
El USS Pomfret (SS-391) fue un submarino clase Balao de la Armada de los Estados Unidos construido en 1944, durante la Segunda Guerra Mundial. Fue transferido a Turquía en 1972, y recibió el nombre de TCG Oruç Reis (S-337). Prestó funciones en este país europeo hasta 1986.

## Construcción y características
El buque fue construido por el Portsmouth Navy Yard, en la ciudad homónima de Nuevo Hampshire. La puesta de quilla fue el 3 de julio de 1943, la botadura el 27 de octubre de ese mismo año, y, el 19 de febrero de 1944, entró en servicio con la Armada de los Estados Unidos.
Con un desplazamiento estándar de 1840 t y de 2445 t a plena carga, el submarino tenía una eslora de 93,2 m, una manga de 8,2 m y un calado de 5,2 m. Tenía un sistema de propulsión diésel-eléctrico compuesto por tres motores diésel General Motors y dos motores eléctricos. Y su armamento principal consistía en diez tubos lanzatorpedos de calibre 533 mm.

## Servicio
Inmediatamente entrado en servicio, el USS Pomfret participó de la Segunda Guerra Mundial dentro del teatro del Pacífico.
En 1952, fue sometido a una modernización del programa Guppy II A.
El 3 de mayo de 1972, Estados Unidos vendió el Pomfret a Turquía. Fue incorporado por la marina de guerra de este país como «TCG Oruç Reis (S-337)», y sirvió hasta su retiro el 15 de septiembre de 1986.